# 일라카카

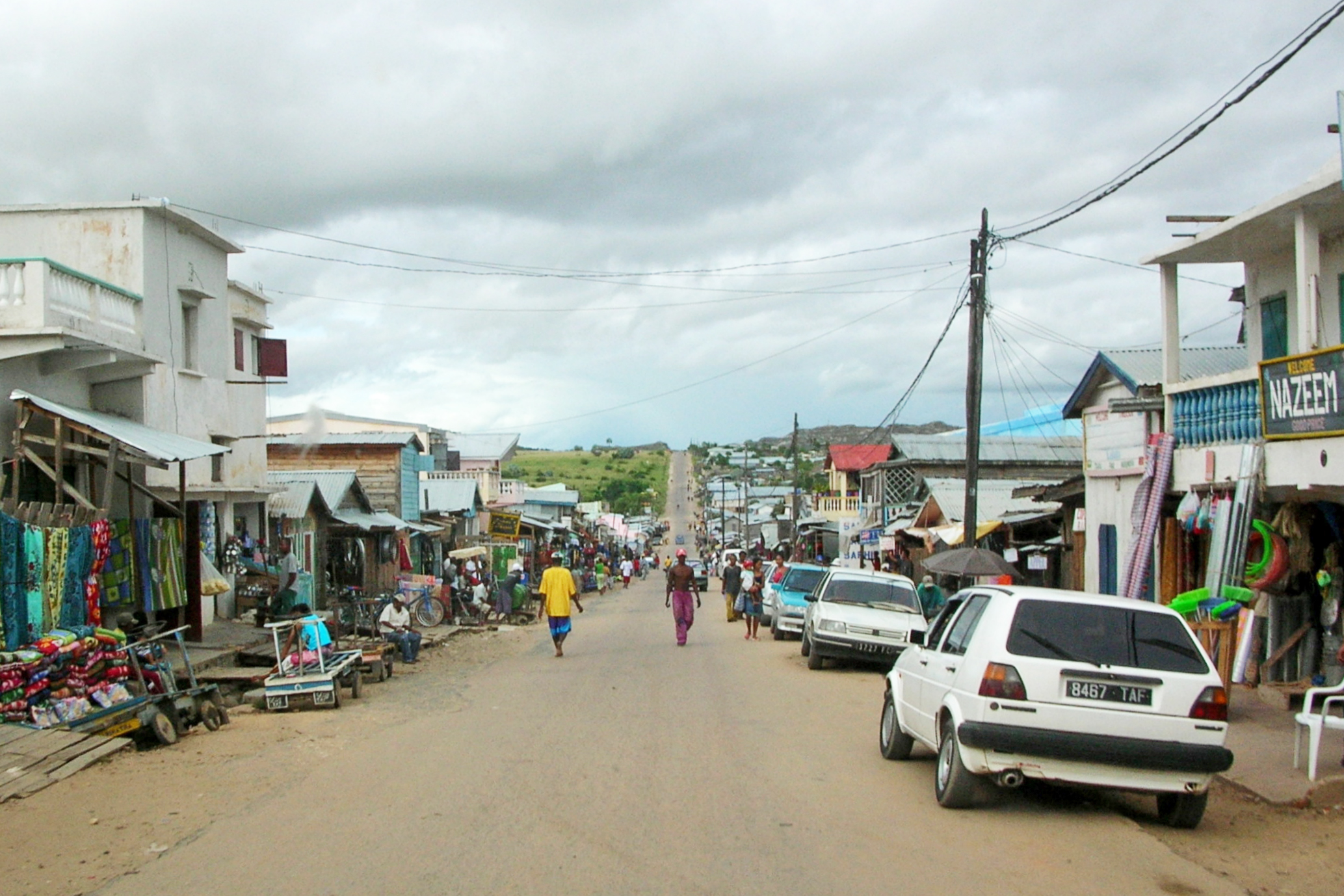
일라카카

일라카카(Ilakaka)는 마다가스카르 남서부 피아나란초아 주에 속한 도시이다. 1990년대 중반까지만 해도 인구 40명 정도가 있던 작은 마을에 불과했지만 1998년에 세계 최대급의 사파이어 광산이 발견되면서 도시가 급성장하였다. 일확천금을 노리는 광부들이 많이 몰려 2005년에는 인구가 60,000명을 육박하기도 하였다. 급성장한 광산 도시의 특성상 치안이 좋지 않은 편이며 도시의 입구에서는 상시 검문을 시행하고 있다.
이라카카는 마다가스카르의 수도인 안타나나리보에서 남서쪽으로 735km 떨어진 곳에 위치해 있으며 안타나나리보와 피아나란초아를 연결하는 국도 사이에 위치해 있다. 광산 도시의 특성을 갖고 있어 거리에는 술집과 매춘굴이 많아 폭력 사건이 많이 일어난다.